# Tortanus scaphus
Tortanus scaphus is een eenoogkreeftjessoort uit de familie van de Tortanidae. De wetenschappelijke naam van de soort is voor het eerst geldig gepubliceerd in 1971 door Bowman.